# Fernando Chui Sai-on

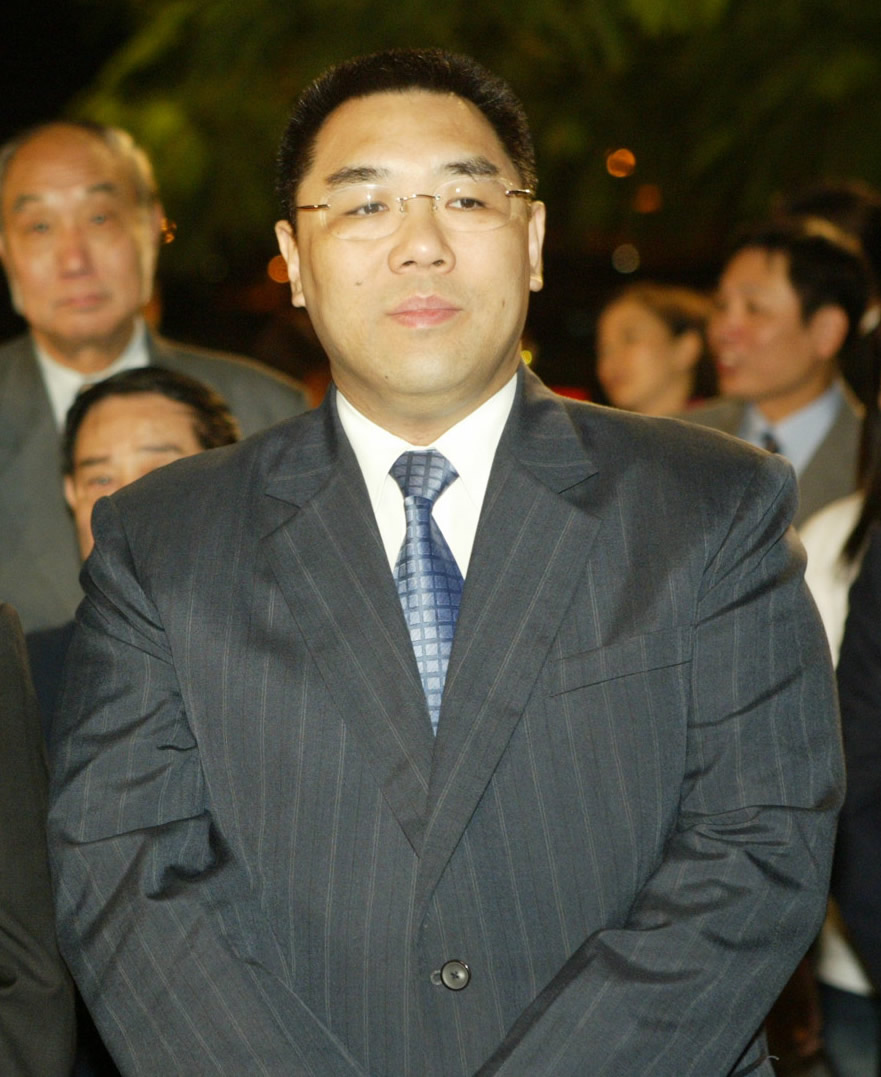
Fernando Chui Sai-on

Fernando Chui Sai-on (chinesisch 崔世安, Pinyin Cuī Shì’ān, Jyutping Ceoi1 Sai3On1; * 13. Januar 1957 in Macau) war von 2009 bis 2019 zweiter Chefadministrator von Macau. Von 1999 bis 2009 war er Sekretär für soziale und kulturelle Angelegenheiten in Macau.

## Leben
Chui wurde 1957 geboren als Sohn reicher Eltern, die ihr Vermögen mit Immobiliengeschäften erworben hatten. Sein 1954 geborener Bruder Chui Sai-cheong sitzt ebenfalls in der Gesetzgebenden Versammlung von Macau. In Macau besuchte Chui die Lingnan High School und beendete die High School an der Hawaiian Mission Academy in Honolulu, bevor er seine postsekundäre Ausbildung fortsetzte. Chui erhielt seine Universitätsausbildung in den Vereinigten Staaten, wo er einen Bachelor in städtischer Hygiene an der California State University in Sacramento und einen Ph.D. an der University of Oklahoma in öffentlicher Gesundheit erwarb.
Von 1992 bis 1996 saß Chui in der gesetzgebenden Versammlung von Macau. Ab 1999 amtierte er zehn Jahre lang als Sekretär für soziale und kulturelle Angelegenheiten. Im Juni 2009 erklärte sich Chui zum einzigen Kandidaten für die Wahl als Chefadministrator von Macau. Er wurde von 286 Mitgliedern des 300-köpfigen Wahlkomitees nominiert. Am Wahltag, dem 26. Juli, stimmten 282 Ausschussmitglieder für Chui (bei 14 leeren Stimmzetteln und 4 Enthaltungen). Im Dezember 2009 übernahm er seine neue Position als Chefadministrator von Macau.
Er ist verheiratet mit einer Nichte des Hongkonger Immobilientycoons Henry Fok.

## Kontroversen
Chui war während seiner Zeit als Minister der Regierung von Edmund Ho mit mehreren Skandalen in Verbindung gebracht worden. Vor allem die Ostasienspiele 2005, die von Chui mitgeplant wurden und ihn mit dem Ao Man Long-Skandal in Verbindung brachten. Das Budget der Spiele wurde um 70 Prozent überschritten. Der Geschäftsmann Ao Man-long erhielt angeblich Bestechungsgelder in Höhe von 50 Millionen Macau-Pataca (6,2 Millionen US-Dollar) im Zusammenhang mit dem Bauvertrag für das Herzstück der Spiele, die Macau Dome Indoor Arena. Insgesamt kostete dieses Projekt 640 Millionen Macau-Pataca, 285 Millionen über dem Budget. Infolgedessen war er im pro-demokratischen Lager extrem unpopulär, noch bevor er zum Chefadministrator gewählt wurde.
Im Jahr 2016 wurde Chui beschuldigt, die Devisenreserven von Macau auf das chinesische Festland zu schleusen. Er wurde der Günstlingswirtschaft beschuldigt, nachdem die Macau Foundation (eine quasi-offizielle Stiftung, deren Vorsitzender er ist und in der sein Bruder den Aufsichtsrat leitet) 100 Millionen Renminbi Yuan (15,4 Millionen US-Dollar) öffentlicher Gelder an die Jinan-Universität in Guangzhou gespendet hat, von der er wiederum der stellvertretende Vorstandsvorsitzende ist. Die Regierung von Macau sagte, dass die Spende eine Gegenleistung für Chinas langjährige Unterstützung für Macau war.